# Các bài sonnet của William Shakespeare

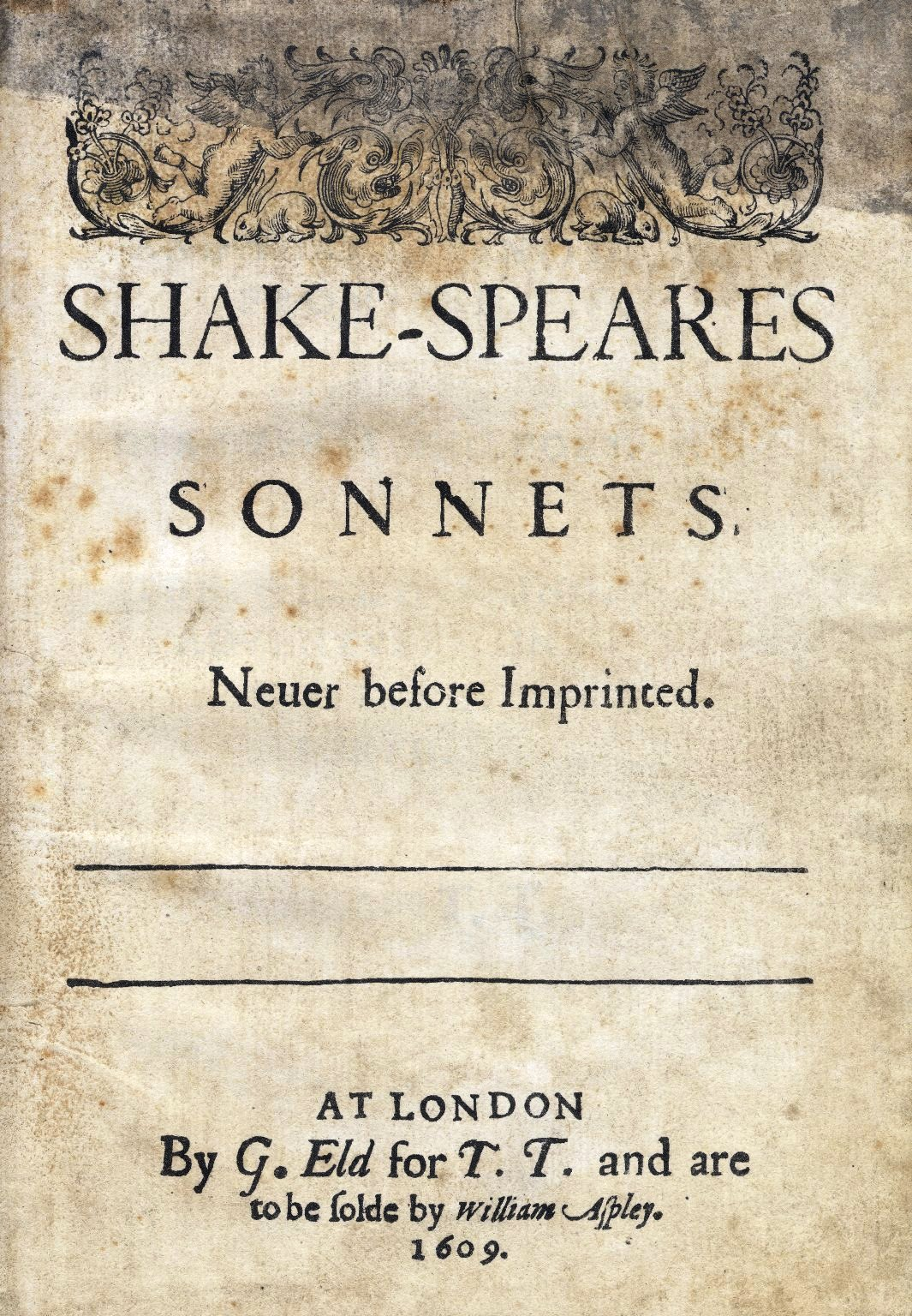
Trang tựa từ ấn bản năm 1609 của "Shake-Speares Sonnets"

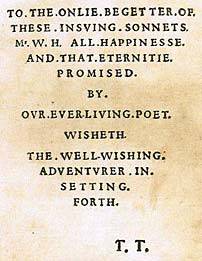
Trang đề tựa từ The Sonnets

Các bài Sonnet của Shakespeare, hay đơn giản là các bài Sonnet, là một bộ các bài thơ được viết dưới dạng sonnet (bài thơ có 14 câu có vần với nhau theo một kiểu cách xác định nào đó) bởi William Shakespeare về những đề tài như tình yêu, cái đẹp, chính trị, và cái chết. Có lẽ chúng đã được sáng tác trong một khoảng thời gian là vài năm. Tất cả 154 bài thơ đã xuất hiện trong một tuyển tập năm 1609, gồm 152 bài sonnet chưa từng được xuất bản trước đó và hai bài thơ, số 138 ("When my love swears that she is made of truth") và 144 (Two loves have I, of comfort and despair), đã được xuất bản trong một hợp tuyển năm 1599 có tựa đề The Passonate Pilgrim.
Các bài sonnet đã được xuất bản dưới những điều kiện lịch sử không rõ ràng. Dù các tác phẩm này được viết bởi Shakespeare, không ai biết liệu nhà xuất bản, Thomas Thorpe, đã sử dụng một bản thảo được Shakespeare chấp thuận hay một bản sao không được ông cho phép. Hơn nữa, có một lời đề tặng bí ẩn ở phần đầu đề cập đến một "Ông M.H." nào đó như là "cha đẻ duy nhất" ("the onlie begetter") của những bài thơ được xuất bản bởi Thomas Thorpe, nhưng không ai rõ người này là ai. Lời đề tựa nói rằng nhà thơ này là người "Bất tử" ("Ever-living"), đây là cụm từ đã đổ thêm dầu vào cuộc tranh cãi về liệu Shakespeare có phải là tác giả của những bài sonnet này hay không vì nó thường được sử dụng để miêu tả người đã khuất (Chính Shakespeare đã dùng cụm từ này theo cách ấy trong Henry VI, phần 1 (IV, iii, 51-2) miêu tả vua Henry V băng hà là "người sống mãi của trí nhớ" (that ever-living man of memory"). Những người tranh cãi về nguồn tác giả tin rằng cụm từ này chỉ ra rằng tác giả thật sự của những bài sonnet đã chết trước 1609, trong khi Shakespeare của Stratford sống đến tận năm 1616. Ngoài ra việc tên của Shakespeare được viết gạch nối ở trang tiêu đề và trên đầu mỗi trang khác của quyển sách đã làm phức tạp thêm sự không nhất trí này.
Mười bảy bài sonnet đầu tiên được viết cho một người đàn ông trẻ tuổi, thúc giục anh cưới vợ và có con, và bằng cách đó, truyền vẻ đẹp của anh ta cho đời sau. Những bài này được gọi là các bài sonnet sinh sản. Tuy vậy phần lớn các bài từ 18-126 được viết cho một người đàn ông trẻ nhằm bày tỏ tình yêu mến của nhà thơ đến với anh ta. Sonnet 127-152 được sáng tác về một "người Phụ nữ Đen" để giãi bày lòng mến mộ của ông đối với cô. Hai bài sonnet 153-154, mang tính phúng dụ. Khoảng 30 bài cuối được viết về một số vấn đề, như sự phản bội của chàng trai trẻ với người phụ nữ của nhà thơ, giải pháp của bản thân để kiểm soát dục vọng của chính mình, những phê bình về thế giới vân vân.

## Những bài sonnet được tuyển chọn
Dưới đây là một số bài sonnet được tuyển chọn.

### Sonnet 18
| “ | Shall I compare thee to a summer's day? Thou art more lovely and more temperate. Rough winds do shake the darling buds of May, And summer's lease hath all too short a date. Sometime too hot the eye of heaven shines, And often is his gold complexion dimm'd; And every fair from fair some time declines, By chance, or nature's changing course, untrimm'd; But thy eternal summer shall not fade Nor lose possession of that fair thou ow'st; Nor shall Death brag thou wand'rest in his shade, When in eternal lines to time thou grow'st: So long as men can breathe or eyes can see, So long lives this, and this gives life to thee. | ” |

### Sonnet 30
| “ | When to the sessions of sweet silent thought I summon up remembrance of things past, I sigh the lack of many a thing I sought, And with old woes new wail my dear time's waste: Then can I drown an eye, unused to flow, For precious friends hid in death's dateless night, And weep afresh love's long since cancell'd woe, And moan the expense of many a vanish'd sight: Then can I grieve at grievances foregone, And heavily from woe to woe tell o'er The sad account of fore-bemoaned moan, Which I new pay as if not paid before. But if the while I think on thee, dear friend, All losses are restored and sorrows end. | ” |

### Sonnet 73
| “ | That time of year thou mayst in me behold When yellow leaves, or none, or few, do hang Upon those boughs which shake against the cold, Bare ruined choirs, where late the sweet birds sang. In me thou seest the twilight of such day As after sunset fadeth in the west, Which by and by black night doth take away, Death's second self, that seals up all in rest. In me thou see'st the glowing of such fire That on the ashes of his youth doth lie, As the death-bed whereon it must expire Consumed with that which it was nourish'd by. This thou perceivest, which makes thy love more strong, To love that well which thou must leave ere long. | ” |

### Sonnet 154
| “ | The little Love-god lying once asleep Laid by his side his heart-inflaming brand, Whilst many nymphs that vow'd chaste life to keep Came tripping by; but in her maiden hand The fairest votary took up that fire Which many legions of true hearts had warm'd; And so the Generall of hot desire Was sleeping by a virgin hand disarm'd. This brand she quenched in a cool well by, Which from Love's fire took heat perpetual, Growing a bath and healthful remedy For men diseased; but I, my mistress' thrall Came there for cure, and this by that I prove, Love's fire heats water, water cools not love. | ” |